# María Dolores Gómez Molleda
María Dolores Gómez Molleda (Colmenar Viejo, 15 de septiembre de 1922-10 de octubre de 2017, Salamanca) fue una historiadora española,catedrática de la Universidad de Salamanca. especializada en el estudio de la cultura de la España contemporánea. 

## Biografía
Nació en la localidad madrileña de Colmenar Viejo el 15 de septiembre de 1922., ingresó en 1943 en el cuerpo de Archivos, Bibliotecas y Museos. Adjunta por oposición a la cátedra de Historia Moderna y Contemporánea de la Universidad de Madrid, en 1967 obtuvo la cátedra en la Universidad de Santiago. En 1970 logró, por traslado, la cátedra de la Universidad de Salamanca.
Falleció en Salamanca el 10 de octubre de 2017.

## Obras y publicaciones
Es autora de obras como Los reformadores de la España contemporánea (CSIC, 1966), prologada por Vicente Palacio Atard y que versa sobre el papel de la Institución Libre de Enseñanza; El socialismo español y los intelectuales: Cartas de líderes del movimiento obrero a Miguel de Unamuno (Universidad de Salamanca, 1980) o La masonería en la crisis española del siglo XX (Taurus, 1986), en la que aborda el papel de los masones en España desde la dictadura de Primo de Rivera hasta la instauración de la Segunda República y la primavera de 1934; entre otras. Dirigió la revista Eidos. Revista de ideas contemporáneas.

## Reconocimientos
Miembro correspondiente de la Real Academia de la Historia, fue acreedora en 1967 de un Premio Nacional de Historia, por su obra de Los reformadores. En 1990, la Universidad de Salamanca publicó un libro en su homenaje, titulado Historia, literatura, pensamiento. Estudios en homenaje a María Dolores Gómez Molleda.
Pertenecía a la Institución Teresiana, Asociación Internacional de Fieles Laicos fundada por Pedro Poveda, a la edición crítica de cuya obra escrita dedicó muchos de sus esfuerzos, especialmente en las últimas décadas de vida.